# Robert Hales
Robert Hales é um designer gráfico e diretor de vídeos musicais do Reino Unido. Hales já dirigiu vídeos para vários artistas, dentre eles Westlife, Bridgit Mendler, Avril Lavigne, Tame Impala, Jet, the Veronicas, Fuel, Stereophonics, the Donnas, Justin Timberlake, Nine Inch Nails, Death Cab For Cutie, Miley Cyrus, Gnarls Barkley, Imagine Dragons e Crowded House. Robert Hales codirigiu o videoclipe de "Starfuckers, Inc." do Nine Inch Nails e também projetou a arte do CD single de "The Day the World Went Away" da mesma banda.
Em 31 de agosto de 2006, Hales recebeu um MTV Video Music Award por dirigir o single "Crazy" de Gnarls Barkley.
Robert Hales dirigiu o videoclipe de "Kiss You Off" do Scissor Sisters, o inovador videoclipe de "LoveStoned" de Justin Timberlake e a animação de "Break The Ice" de Britney Spears. Em 2012, dirigiu o videoclipe de "Look Around" do Red Hot Chili Peppers.

## Filmografia
| Ano  | Artista                     | Vídeo musical                              |
| ---- | --------------------------- | ------------------------------------------ |
| 1999 | Stone Temple Pilots         | Down (co-dirigido por Mark Racco)          |
| 2000 | Nine Inch Nails             | Starsuckers, Inc.                          |
| 2000 | Richard Ashcroft            | Money to Burn                              |
| 2000 | Black Rebel Motorcycle Club | Love Burns                                 |
| 2003 | Stereophonics               | Madame Helga                               |
| 2003 | Kid Rock                    | You Never Met a Motherfucker Quite Like Me |
| 2005 | The Veronicas               | Everything I'm Not                         |
| 2005 | Fort Minor                  | Petrified                                  |
| 2006 | Craig David                 | Unbelievable                               |
| 2006 | Gnarls Barkley              | Crazy                                      |
| 2006 | Gnarls Barkley              | Smiley Faces                               |
| 2006 | Jet                         | Put Your Money Where Your Mouth Is         |
| 2006 | Snow Patrol                 | "Open Your Eyes"                           |
| 2007 | Justin Timberlake           | LoveStoned                                 |
| 2007 | Kings of Leon               | Charmer                                    |
| 2007 | OneRepublic                 | Apologize                                  |
| 2008 | Jonas Brothers              | When You Look Me in the Eyes               |
| 2008 | Britney Spears              | Break the Ice                              |
| 2008 | N.E.R.D                     | Spaz                                       |
| 2008 | Shwayze                     | Buzzin'                                    |
| 2008 | Delta Goodrem               | In This Life                               |
| 2008 | Robin Thicke                | Magic                                      |
| 2009 | Demi Lovato                 | Don't Forget                               |
| 2009 | Jeffree Star                | Get Away With Murder                       |
| 2009 | Janet Jackson               | Make Me                                    |
| 2010 | Miley Cyrus                 | Can't Be Tamed                             |
| 2010 | Miley Cyrus                 | Who Owns My Heart                          |
| 2010 | Tame Impala                 | Lucidity                                   |
| 2012 | Red Hot Chili Peppers       | Look Around                                |
| 2013 | Bridgit Mendler             | Hurricane                                  |
| 2013 | Avril Lavigne               | Here's To Never Growing Up                 |
| 2014 | Lea Michele                 | Cannonball                                 |
| 2014 | Jack White                  | Would You Fight for My Love?               |
| 2014 | Meg Myers                   | Go                                         |
| 2015 | Death Cab For Cutie         | Black Sun                                  |
| 2015 | Imagine Dragons             | Shots                                      |
| 2015 | Muse                        | Dead Inside                                |